# Halucinogen
Halucinogen je kemična snov, ki zmede (perturbira) delovanje centralnega živčnega sistema. Halucinogene droge povzročijo spremembe v nevrokemičnem delovanju možganov in prizadenejo predvsem zaznavanje stvarnosti. Povzročijo lahko resne čutne motnje in celo prave halucinacije.
Različne civilizacije so spremembe zavesti, ki jih povzročijo halucinogeni, razlagale kot navezavo stikov z božanskim, zato so bile te vrste drog pomembne predvsem v nekaterih bogoslužnih (sakralnih) ritualih.
Večina drog iz te družine izvira iz gob, ki jih gojijo v latinskoameriških in afriških državah. Takšen primer je mehiški pejot, iz katerega izločajo meskalin. Med rastlinami je kolumbijska yage bolj poznana kot tabernanthe iboga, ki prihaja iz Gabona. Iz skorje korenine te tropske rastline izločajo alkaloid ibogain. V Evropi se za rituale običajno uporablja halucinogena goba amanite muscarie.
Halucinogene je odkrilo hipijevsko gibanje sredi šestdesetih let. V njih so videli nekakšno možnost samoraziskovanja, ki naj bi posamezniku v skladu z njegovo mistično filozofijo omogočala stopiti v neposredni stik s "podzemnimi hodniki" podzavesti, do katerih v običajnih okoliščinah ni mogoče. Danes se tovrstna prepričanja ohranjajo le še v nekaterih marginalnih skupnostih, halucinogene droge pa so podobno kot večina drugih postale popularne za nočna uživanja ob koncu tedna - v rekreativne namene.
V Evropi se med halucinogeni največ uporablja LSD, ki je dietilamid lisergične kisline. V uličnem žargonu je poznan tudi kot acid ali trip. Leta 1938 ga je po naključju odkril Albert Hoffman, kemik podjetja Sandoz. Po nesreči ga je zaužil, ko je raziskoval rženi rožiček. Ker je to povzročilo halucinogeno stanje, se je pozneje odločil raziskati učinkovino.
Med halucinogene prištevamo tudi ketamin, skopolamin ipd.